# Dihydroetorfina
Dihydroetorfina – organiczny związek chemiczny, półsyntetyczny opioid, pochodna etorfiny. Znajduje się w grupie I-N Ustawy o przeciwdziałaniu narkomanii (dopisana w 2000 roku). Jest objęty Jednolitą konwencją o środkach odurzających z 1961 roku (wykaz I).